# František Rábek

František Rábek (* 17. února 1949, Sládečkovce (dnes Močenok)) je slovenský římskokatolický biskup, emeritní ordinář slovenského vojenského ordinariátu.

## Život
Biskup František Rábek byl vysvěcen knězem 17. června 1972. Jako kaplan působil v Bošanech a Nitře, od roku 1979 působil jako správce poutního místa Nitra-Kalvárie. V letech 1989–1990 byl správcem farnosti v Čiernom u Čadce. Od února 1990 působil jako generální vikář nitranské diecéze. Dne 13. července 1991 jej papež Jan Pavel II. jmenoval pomocným biskupem nitranské diecéze a svěřil mu titulární sídlo Catrum. Vysvěcen byl 27. července 1991. Dne 20. ledna 2003 jej papež Jan Pavel II. jmenoval ordinářem slovenského vojenského katolického ordinariátu, kterým byl až do 27. května 2025, kdy papež Lev XIV. přijal jeho rezignaci.